# Światowy ranking snookerowy 1992/1993
Światowy ranking snookerowy 1992/1993 – lista zawiera 32 zawodników najwyżej sklasyfikowanych w sezonie 1992/1993. Pierwsza szesnastka rankingu ma zapewniony udział w 1. rundzie wszystkich turniejów rankingowych. W każdym z turniejów rankingowych z numerem pierwszym będzie rozstawiany obrońca danego tytułu, z numerem drugim mistrz świata 1992 a zarazem lider światowego rankingu, Szkot Stephen Hendry, zaś kolejni zawodnicy według kolejności zajmowanej na poniższej liście.
| Poz. | Nazwisko            | Narodowość        |
| ---- | ------------------- | ----------------- |
| 1    | Stephen Hendry      | Szkocja           |
| 2    | John Parrott        | Anglia            |
| 3    | Jimmy White         | Anglia            |
| 4    | Steve Davis         | Anglia            |
| 5    | Neal Foulds         | Anglia            |
| 6    | Terry Griffiths     | Walia             |
| 7    | James Wattana       | Tajlandia         |
| 8    | Gary Wilkinson      | Anglia            |
| 9    | Nigel Bond          | Anglia            |
| 10   | Steve James         | Anglia            |
| 11   | Dennis Taylor       | Irlandia Północna |
| 12   | Martin Clark        | Anglia            |
| 13   | Alan McManus        | Szkocja           |
| 14   | Alain Robidoux      | Kanada            |
| 15   | Willie Thorne       | Anglia            |
| 16   | Darren Morgan       | Walia             |
| 17   | Mike Hallett        | Anglia            |
| 18   | Dene O’Kane         | Nowa Zelandia     |
| 19   | Dean Reynolds       | Anglia            |
| 20   | Tony Knowles        | Anglia            |
| 21   | Ken Doherty         | Irlandia          |
| 22   | Tony Jones          | Anglia            |
| 23   | Joe Johnson         | Anglia            |
| 24   | Tony Drago          | Malta             |
| 25   | Peter Francisco     | Południowa Afryka |
| 26   | Doug Mountjoy       | Walia             |
| 27   | Mark Bennett        | Walia             |
| 28   | Silvino Francisco   | Południowa Afryka |
| 29   | Eddie Charlton      | Australia         |
| 30   | Danny Fowler        | Anglia            |
| 31   | Mark Johnston-Allen | Anglia            |
| 32   | David Roe           | Anglia            |